# PUNCH DRUNKARD
『PUNCH DRUNKARD』（パンチドランカー）は日本のロックバンド、THE YELLOW MONKEYの7枚目のオリジナルアルバム。
1998年3月4日にファンハウスよりリリースされた。また、2013年12月4日に、リマスター盤Blu-spec CD2にて再発売された。

## 解説
- 3作連続のオリコンアルバムチャート1位を獲得。オリジナルアルバムでは、前作『SICKS』に次いで自身2番目の売り上げを記録している。
- 前作『SICKS』よりも洋楽を意識し、ライブ感を重視した音作りになっており、吉井は「楽曲の中でメンバーにバトルしてほしかった。だからアレンジをメロディ主体のロックから曲主体のロックへと変えた」と語っている。楽曲の多くがセックスを歌ったものとなっているが、吉井は「狙ったのではなく、結果的にそうなった」と語っている[1]。
- このアルバムを引っさげて、1998年4月から1999年3月にかけて113本にも及ぶ「PUNCH DRUNKARD TOUR 1998/99」を行った。アルバムタイトルの『PUNCH DRUNKARD』は、ツアーが決定していることから命名された。吉井は「もうその時点で、こてんぱんになるってことを自分で予知していたんだと思う」と語っている[2]。
- 初回盤のみ、3面ホログラムジャケット仕様となっている。2010年に結成20周年記念企画の一環で発売されたユニクロとのコラボレーションTシャツには、このジャケットがイラストされたものがバリエーションに存在する。
- 通常版のジャケットはロンドン市内のクラブにて撮影された[3]。
- 『SICKS』に続きイギリス盤がリリースされた。ボーナストラックとして『SUGAR FIX』（『甘い経験』のイングリッシュ・バージョン）が収録されている。

## 制作背景
- 本作の制作にあたり、吉井は「『SICKS』を超えるものは絶対できない、あれは去年の俺たちがやったことで、今年は違ったやりたいことがあるから今年のアルバムを作ろうという意識に切り替えられた」と語っている[1]。
- レコーディングは前作、前々作同様、ロンドンで行われた。吉井は、「世田谷のスタジオで録ったデモテープのほうが出来が良かった」と語り、「ロンドンではデモのような音が出ずに苦しんだ」と回想している[2]。

## 評価
- 日本コロムビアのディレクターである宗清裕之は、「日本のロックバンドが目指してきたこと、洋楽との折り合いの付け方を含めて行くところまで行ったな」と高く評価しており、同時に「ここまで行くと、次がしんどいだろうなと思った」と語っている[4]。

## 収録曲
| 全作詞: 吉井和哉、全編曲: THE YELLOW MONKEY。 |                                   |           |                    |      |
| #                                             | タイトル                          | 作詞      | 作曲               | 時間 |
| 1.                                            | 「パンチドランカー」              | 吉井和哉  | 吉井和哉           | 4:49 |
| 2.                                            | 「球根」                          | 吉井和哉  | 吉井和哉           | 5:36 |
| 3.                                            | 「間違いねえな」                  | 吉井和哉  | 吉井和哉           | 3:41 |
| 4.                                            | 「ゴージャス」                    | 吉井和哉  | 吉井和哉           | 4:14 |
| 5.                                            | 「見して 見して」                 | 吉井和哉  | 吉井和哉           | 5:11 |
| 6.                                            | 「クズ社会の赤いバラ」            | 吉井和哉  | 吉井和哉・菊地英昭 | 4:31 |
| 7.                                            | 「セックスレスデス」              | 吉井和哉  | 菊地英昭           | 5:00 |
| 8.                                            | 「エブリデイ」                    | 吉井和哉  | 吉井和哉           | 5:02 |
| 9.                                            | 「SEA」                           | 吉井和哉  | 吉井和哉           | 1:08 |
| 10.                                           | 「BURN」(Album Version)           | 吉井和哉  | 吉井和哉           | 5:11 |
| 11.                                           | 「甘い経験」                      | 吉井和哉  | 吉井和哉           | 4:32 |
| 12.                                           | 「離れるな」                      | 吉井和哉  | 吉井和哉           | 6:17 |
| 13.                                           | 「LOVE LOVE SHOW」(Album Version) | 吉井和哉  | 吉井和哉           | 6:35 |
| 合計時間:                                     | 合計時間:                         | 合計時間: | 61:47              |      |

### 楽曲解説
1. 「 パンチドランカー」
アルバムタイトル曲。ツアーでも全113公演で1曲目に演奏された。イントロはドラム、ベース、ギター、ボーカルが順番に重なっていき、ライブではそれに合わせてメンバーにスポットライトが当てられた。『SUGAR FIX』の国内盤にライブ音源が収録されている。2013年にベスト盤『イエモン-FAN'S BEST SELECTION-』の特設サイトで行われた「私のTHE YELLOW MONKEY『この1曲』」という企画において、9mm Parabellum Bulletのベースである中村和彦がこの曲を投票している[5]。
2. 「 球根」
先行シングル曲。
3. 「 間違いねえな」
前半のホールツアーでは次曲の「ゴージャス」とセットで演奏されていた。
4. 「 ゴージャス」
前曲からシームレスの構成。ホールでは「間違いねえな」、アリーナでは6thアルバム『SICKS』収録の「TVのシンガー」とセットで演奏された。ツアー前半では菊地英二がドラムソロを披露していた。後にこのアルバムからリカットする話が出た際にこの曲が候補としてあげられたが、結果的に15thシングル『離れるな』のカップリングとして収録される。ピン芸人であるゴー☆ジャスの名前の由来となった[6]。
5. 「 見して 見して」
後に『SUGAR FIX』のカップリングに収録された。
6. 「 クズ社会の赤いバラ」
この曲はPUNCH DRUNCARD TOURを最後に披露されなかったがDOME&ARENA TOUR-YOYOGI SPECIAL-にて22年ぶりに披露された。
7. 「 セックスレスデス」
この曲も前曲「クズ社会の赤いバラ」同様PUNCH DRUNCARD TOUR以降披露されなかったが、DOME&ARENA TOUR-YOYOGI SPECIAL-にて22年ぶりに披露された。
8. 「 エヴリデイ」
吉井曰く「僕にとっては前向きな詞」[7]。
9. 「 SEA」
波の音のSEに、吉井のポエトリーリーディングを合わせた楽曲。『THIS IS FOR YOU〜THE YELLOW MONKEY TRIBUTE ALBUM』においては山田孝之のカバー版が収録されている。
10. 「 BURN (Album Version)」
13thシングル。シングルバージョンとはミックス違いで、ベースを録り直し、間奏のシンセサイザーの音が強調されているなどの違いが見られる。
11. 「 甘い経験」
14thシングル『球根』のカップリング曲。
英語バージョンの『SUGAR FIX』がイギリスでシングルリリースされ、後に日本でも16thシングルとしてリリースされた。
12. 「 離れるな」
後に15thシングルとしてシングルカットされた。
13. 「 LOVE LOVE SHOW (Album Version)」
12thシングルの再録。シングルバージョンに比べテンポアップしており、アウトロのアルペジオがカット・カットアウトでの終了などに違いが見られる。冒頭の歌詞も若干異なっている。曲の終了後、無音部分を挟み隠しトラックとして極端にテンポを落とし音が歪んだ「球根」が少しだけ収録されている。
プレイステーション用ソフト『PERFECT PERFORMER -THE YELLOW MONKEY-』にはこのバージョンで収録されている。

## 参加ミュージシャン
THE YELLOW MONKEY
- 吉井和哉 - ボーカル、ギター、シンセサイザー
- 菊地英昭 - ギター
- 廣瀬洋一 - ベース
- 菊地英二 - ドラムス

- 三国義貴 - キーボード、シンセサイザー、プログラム